# Torres de Alcanadre
Torres de Alcanadre ist eine nordspanische Gemeinde (municipio) mit 92 Einwohnern (Stand: 2024) im Westen der Provinz Huesca in der Autonomen Region Aragonien.

## Lage und Klima
Torres de Alcanadre liegt südlich der Sierra de la Carrodilla etwa 38 Kilometer (Fahrtstrecke) südöstlich der Provinzhauptstadt Huesca in einer durchschnittlichen Höhe von etwa 390 m. Durch den Osten der Gemeinde führt der Canal de Pertusa und die westliche Gemeindegrenz bildet der Río Alcanadre.

## Wirtschaft
Vorherrschend sind Ackerbau (mit künstlicher Bewässerung) und Viehzucht.

## Sehenswürdigkeiten
- Kirche Mariä Himmelfahrt (Iglesia de la Asunción de Nuestra Señora)